# Lisa (jméno)
Lisa je ženské jméno severského[zdroj?] a anglického původu. Považuje se za zdrobnělinu jména Elisabeth (Alžběta).
Domácí podoby: Lise, Lisinka, Líza, Liz, Liesel, Liese

## Významné nositelky jména
- Lisa Ann – americká pornoherečka
- Lisa Gerrard – australská hudebnice, zpěvačka a hudební skladatelka
- Lisa Roberts Gillan – americká herečka a producentka
- Lisa Chappell – herečka a zpěvačka
- Lisa Jakub – bývalá kanadská filmová herečka
- Lisa Kleypas – americká autorka milostných románů
- Lisa Lambe - irská zpěvačka
- Lisa Milberg – švédská bubenice a zpěvačka
- Liza Minelli – americká herečka a zpěvačka
- Lisa Misipeka – reprezentantka Americké Samoy v hodu kladivem
- Lisa Nowak – bývalá americká kosmonauta
- Lisa Marie Presley – americká popová zpěvačka a textařka, dcera zpěváka Elvise Presleyho
- Lisa Raymond – americká profesionální tenistka
- Lisa Jane Smith – americká spisovatelka
- Lisa Vittozziová – italská biatlonistka

## Fiktivní nositelky
- Líza Simpsonová – postava ze seriálu Simpsonovi
- Lisa – postava z knihy Děti z Bullerbynu
- Liz Stoddard Banks – postava z amerického seriálu Všechno je relativní
- Líza Irovská, postava z filmů Lízin let do nebe a Lízino štěstí